# Gåsgöl (Gärdserums socken, Småland, 644448-152463)
Gåsgöl är en sjö i Västerviks kommun och Åtvidabergs kommun i Småland och ingår i Storåns huvudavrinningsområde. Sjön har en area på 0,113 kvadratkilometer och ligger 108,2 meter över havet.

## Delavrinningsområde
Gåsgöl ingår i det delavrinningsområde (644410-152705) som SMHI kallar för Utloppet av Åkervristen. Medelhöjden är 75 meter över havet och ytan är 12,52 kvadratkilometer. Räknas de 40 avrinningsområdena uppströms in blir den ackumulerade arean 328,65 kvadratkilometer. Avrinningsområdets utflöde Storån (Fallån) mynnar i havet. Avrinningsområdet består mestadels av skog (67 procent) och jordbruk (12 procent). Avrinningsområdet har 1,58 kvadratkilometer vattenytor vilket ger det en sjöprocent på 12,6 procent.